# منچستر (میزوری)
منچستر (به انگلیسی: Manchester) ، شهری در شهرستان سنت لوئیس ، ایالت میزوری است که جمعیت آن در سرشماری سال ۲۰۱۰ میلادی ۱۸٫۰۹۴ نفر بوده است.